# Саткінез
Саткінез (рум. Satchinez) — село у повіті Тіміш в Румунії. Входить до складу комуни Саткінез.
Село розташоване на відстані 429 км на північний захід від Бухареста, 24 км на північний захід від Тімішоари.

## Населення
За даними перепису населення 2002 року у селі проживали 2818 осіб.
Національний склад населення села:
| Національність | Кількість осіб | Відсоток |
| -------------- | -------------- | -------- |
| румуни         | 2395           | 85,0%    |
| цигани         | 308            | 10,9%    |
| німці          | 65             | 2,3%     |
| серби          | 27             | 1,0%     |
| угорці         | 19             | 0,7%     |

Рідною мовою назвали:
| Мова      | Кількість осіб | Відсоток |
| --------- | -------------- | -------- |
| румунська | 2612           | 92,7%    |
| циганська | 136            | 4,8%     |
| німецька  | 44             | 1,6%     |
| угорська  | 14             | 0,5%     |
| сербська  | 10             | 0,4%     |